# Leichte kognitive Beeinträchtigung
Leichte kognitive Beeinträchtigung (LKB; auch Leichte kognitive Störung; engl.: Mild cognitive impairment, MCI) bezeichnet eine Beeinträchtigung der Denkleistung, die über das nach Alter und Bildung des Betroffenen Normale hinausgeht, jedoch im Alltag keine wesentliche Behinderung darstellt. Sie wird nicht selten und abhängig vom Alter des Betroffenen als beginnende Demenz gedeutet. Jeder Alzheimer-Demenz geht ein MCI-Stadium voraus, aber nicht alle Patienten mit MCI entwickeln zwingend eine Demenz. Für eine wirksame Behandlung der Alzheimer-Demenz ist es nötig, das MCI-Stadium frühzeitig und korrekt zu erkennen. Im Diagnosesystem ICD-10 wird MCI unter F06.7 (Leichte kognitive Störung) im Kapitel Andere psychische Störungen aufgrund einer Schädigung oder Funktionsstörung des Gehirns oder einer körperlichen Krankheit verschlüsselt.

## Symptome
Der Erkrankte ist meistens um seine Gedächtnisleistung besorgt („Ich vergesse immer mehr!“), die zudem von den Angehörigen wahrgenommen wird. Er neigt zum Grübeln bis hin zur Depressivität.
Es liegen objektivierbare Gedächtnisstörungen vor. Außerdem kann es zu Defiziten der Sprache, des Planens und der räumlichen Vorstellung kommen. Häufig sind Geruchstörungen.
Die Alltagsaktivitäten sind intakt.

## Prävalenz
Das Risiko, leichte kognitive Beeinträchtigungen zu entwickeln, steigt mit dem Alter. Anhand von Daten aus den USA wurde geschätzt, dass ca. 15,8 % aller über 60-Jährigen an MCI leiden.

### Situation in Deutschland
Von den 38 Mio. gesetzlich Versicherten über 40, die es in Deutschland 2016 gab, erhielten 0,42 % eine gesicherte MCI-Diagnose. Diese Behandlungsprävalenz liegt deutlich unter der geschätzten Bevölkerungsprävalenz: Zwischen 1,5 und 3,7 Mio. Menschen sollen in Deutschland von MCI betroffen sein. Das ist eine erhebliche diagnostische Lücke, die ein großes Verbesserungspotential aufweist. 

## Diagnostik
In der bildgebenden Diagnostik wie Computertomographie oder Kernspintomographie zeigt sich eine leichte Atrophie mediotemporal sowie Läsionen in der weißen Substanz.
Als ein schnelles und sensitives Testverfahren bietet sich das Montreal Cognitive Assessment (MoCA) an.

## Differentialdiagnostik
- altersassozierter kognitiver Abbau, auch „Altersvergesslichkeit“: hier können die Klagen über das Vergessen kaum von den Angehörigen wahrgenommen werden. Begleitend findet sich häufig eine leichte Hör- und Sehminderung. Zu Verhaltensauffälligkeiten kommt es nicht.
- Depressionen im Alter
- die verschiedenen Formen und Ausprägungen von Demenz

## Behandlung

### Bei Beeinträchtigung des Gedächtnisses
Für die Behandlung von Beeinträchtigungen des Gedächtnisses in Verbindung mit MCI gibt es derzeit (2024) keine pharmakologischen Mittel mit klar bewiesener Wirksamkeit. Insbesondere häufig verschriebene Cholinesterase-Hemmer haben keine klinisch bestätigte Wirksamkeit zum Abwenden einer Demenz. Als erwiesener Schutzfaktor gilt regelmäßige körperlicher Betätigung. Für die Effektivität von spezifischer Ernährung und Ernährungszusätzen gibt es keine klare Beweislage. Die Behandlung sollte versuchen, veränderbare Risikofaktoren abzustellen. Sinnvoll ist eine Aufklärung über das Risiko, an Demenz zu erkranken, und Patienten sowie Angehörigen Beratung zu ermöglichen. So können die nötigen Vorkehrungen für den Fall einer Demenz getroffen werden, was z. B. die Finanzen des Patienten betrifft, Vollmachten oder die Fahrtauglichkeit.

## Ausblick
Jeder Alzheimer-Demenz geht auch ein MCI-Stadium vorher. Umgekehrt muss sich aber nicht jeder MCI-Fall zu einer Demenz entwickeln. Personen, bei denen MCI in Form einer beeinträchtigten Gedächtnisleistung diagnostiziert wurde, haben ein größeres Risiko, an Demenz zu erkranken. Aber auch eine Stabilisierung des Zustands oder eine Rückkehr zur gesunden kognitiven Funktion sind möglich. Im Laufe von 6 Jahren erkranken 80 % der Betroffenen mit Gedächtnisproblemen an Alzheimer-Demenz. Das Medikament Lecanemab ermöglicht, wenn es bereits in der MCI-Phase eingesetzt wird, eine Verlangsamung der Alzheimer-Pathologie im Gehirn. Sehr viel später darf es allerdings nicht eingesetzt werden, da es dann nicht mehr effektiv ist. Das illustriert die Wichtigkeit einer flächendeckenden und frühen Diagnostik von MCI. 

## Geschichte
Auf der Suche nach einer Definition für den Übergangsbereich zwischen üblichen Alterserscheinungen und beginnenden neurodegenerativen Erkrankungen wie der Alzheimer-Krankheit wurden verschiedene Begriffe vorgeschlagen, wobei sich mild cognitive impairment (MCI) durchsetzte. Eingeführt wurde der Begriff 1988, allerdings als Benennung der dritten Stufe von Demenz auf der Global Deterioration Scale. MCI als eigenständiges Konstrukt erschien erstmals 1999, wo eine Abgrenzung von beginnender Demenz vorgenommen wurde und eigenständige Diagnosekriterien vorgeschlagen wurden. Die Kriterien waren zunächst so definiert, dass Gedächtnisschwierigkeiten ein notwendiges Symptom waren. 2004 wurde die Definition ausgeweitet auf mögliche Beeinträchtigungen in anderen Funktionsbereichen des Gehirns außerhalb des Gedächtnisses. In diesem Schritt wurde MCI zu einem Syndrom, dem verschiedenste Ätiologien zugrunde liegen können und dessen Ausgang nicht zwangsläufig die Alzheimer-Krankheit sein muss. Diese Version wurde international veröffentlicht und entspricht in den Kernkriterien den heutigen Definitionen. Seitdem wird MCI als Begriff vielfach in der Forschung aufgegriffen, in der Hoffnung, einen frühen Ansatzpunkt für die Behandlung möglicher späterer Krankheiten wie Alzheimer zu finden.